# Pawło Kuprijenko
Pawło Kostiantynowycz Kuprijenko, ukr. Павло Костянтинович Купрієнко, ros. Павел Константинович Куприенко, Pawieł Konstantinowicz Kuprijenko (ur. 22 września 1939 w Dniepropetrowsku, Ukraińska SRR, zm. 5 kwietnia 2011 w Dniepropetrowsku, Ukraina) – ukraiński piłkarz, grający na pozycji pomocnika, trener piłkarski.

## Kariera piłkarska
Wychowanek Szkoły Piłkarskiej Metałurha Dniepropetrowsk, w którym rozpoczął karierę piłkarską. Do końca swojej kariery bronił barw rodzimej drużyny.

## Kariera trenerska
Pracę szkoleniową rozpoczął w 1976 w organizowanej od 15 marca 1975 roku Szkole Piłkarskiej Dnipro-75 Dniepropetrowsk. Przez 30 lat pracował na stanowisku starszego trenera i przygotował takich znanych piłkarzy jak Anatolij Demjanenko, Hennadij Łytowczenko, Ołeh Protasow, Wołodymyr Luty, Wołodymyr Heraszczenko, Andrij Sydelnykow, Ołeksandr Pokłonski, Serhij Perchun, Ołeksandr Perszyn, Andrij Hołowko oraz inni. 5 kwietnia 2011 w wieku 72 lat zmarł w Dniepropietrowsku.

## Sukcesy i odznaczenia

### Odznaczenia
- tytuł Zasłużonego Trenera Ukrainy